# Grahamia tatrica
Grahamia tatrica är en stekelart som beskrevs av Erdös 1966. Grahamia tatrica ingår i släktet Grahamia, och familjen finglanssteklar. Arten är reproducerande i Sverige.